# Torsten Abeln
Torsten Abeln (* 29. September 1970) ist ein ehemaliger deutscher Fußballspieler. Er war Abwehrspieler.
Abeln entstammte dem SV Olympia Laxten, einem Verein aus Laxten. Er spielte von 1989 bis 1992 in der 2. Bundesliga für den SV Meppen und bestritt dabei insgesamt 18 Ligaspiele (kein Tor). Sein Debüt in der Zweiten Liga gab er am 13. Mai 1989 bei der 2:3-Heimniederlage gegen den SC Freiburg. Sein größter Erfolg in dieser Zeit beim SVM war ein 6. Tabellenplatz in der Saison 1991/92.